# 嵐山光三郎
嵐山 光三郎（あらしやま こうざぶろう、1942年〈昭和17年〉1月10日 - ）は、日本の編集者、作家、エッセイスト。本名は祐乗坊 英昭（ゆうじょうぼう ひであき）。
父は、朝日新聞社社員から、多摩美術大学の教授に転じた、デザイナーの祐乗坊宣明。弟の祐乗坊進は造園コンサルタントで多摩美術大学講師。

## 来歴
静岡県浜松市に生まれ、1950年から東京都北多摩郡国立町（現：国立市）に育つ。国立学園小学校卒業。小学校時代の同級生に、後の外務省・軍縮大使の登誠一郎、朝日新聞社の宮本貢がいた。
桐朋中学校・高等学校を経て、1965年國學院大學文学部国文科卒業。専攻は中世文学。また、笠井叡は高校の2年後輩で、大学時代に笠井から土方巽を紹介され、金粉ショーのアルバイトをやったこともある。大学時代の教師には丸谷才一、安東次男らがいた。ある民放テレビ局の入社試験に合格していたが、辞退している。
1965年、平凡社へ入社。当時の平凡社は「国民百科事典」の売り上げが絶好調な時期であり、先代社長の下中弥三郎が他社において「争議活動」等で問題となった編集者を集めていたこともあり、編集部には奇人・変人・怪人が揃っていた。先輩編集者の谷川健一、林達夫、難波律郎、西巻興三郎らを知る。のち、『別冊太陽』と『太陽』のそれぞれ編集長を務める。『太陽』の「年賀状の図案特集」はヒット企画となった。また、編集者として檀一雄や澁澤龍彦と親交を深める。深沢七郎には、特に影響をうけ、師匠と呼んでいる。
「現代詩手帖」の編集長の桑原茂夫を知る。他に唐十郎、山野浩一、前田亜土、鎌田忠良、麿赤児、坂崎重盛、村松友視、篠山紀信、南伸坊、糸井重里、篠原勝之、鈴木いづみ、山際淳司らと知り合う。
広告会社から平凡社に入社してきた安西水丸を知り、1976年に合作絵本「ピッキーとポッキー」を刊行。40年間で70万部近くを売り上げるロングセラーとなる。
放漫経営のため平凡社が経営危機となった1981年、馬場一郎編集局長をトップに、筒井泰彦（筒井ガンコ堂）、渡邊直樹ら平凡社時代の部下らを率いて独立し、青人社を設立。翌年には『DoLiVe 月刊ドリブ』を創刊。
雑誌「宝島」で連載された“チューサン階級の友”で人気を博し、「…なのでR」などカタカナやアルファベットを多用した、独特の文体でのエッセイを多数の雑誌に発表。椎名誠らとともに「昭和軽薄体」と呼ばれた。
タモリ司会のテレビ番組『今夜は最高!』に、『月刊ドリブ』の宣伝も兼ねて出演。これがきっかけで、1982年からは『笑っていいとも!増刊号』（フジテレビ）に編集長としてレギュラー出演した。
2010年3月、国立市の教育委員に任命された。2012年日本文藝家協会理事。
2020年1月から土曜日の日本経済新聞夕刊「あすへの話題」にエッセイを連載している。

## 人物
趣味は料理で、「素人庖丁記」（渡辺和博イラスト）を『週刊現代』に長年連載。 
近代以前の文学者たちを主人公にしたポップな時代小説や、食べ歩き本、温泉などの旅行記などを発表。また、編集者時代を描いた自伝的小説『口笛の歌が聴こえる』『昭和出版残侠伝』も発表した。一方、母校の國學院大學講師も務めた。
近年は、文学者たちの暴食ぶりを評した『文人悪食』『文人暴食』など、近代日本の文学者たちを、新鮮な切り口から捉え直した本も多い。
作家・芸術家の赤瀬川原平、イラストレーターの安西水丸、南伸坊、渡辺和博、芸術家の篠原勝之などとは編集者時代からの友人でもある。共同で絵本を作ってきた安西が2014年3月19日に死去した際、朝日新聞に追悼文を寄稿した。南による装丁・挿絵も多い。友川カズキは飲み仲間で、秋田弁が聞きたくて歌わせていた。適当な節回しの中で、代表曲の一つ「ワルツ」が生まれた。作家の石田千は元助手である。
20年来の阪神タイガースファンである。

## 受賞歴
- 1988年、『素人庖丁記』で第4回講談社エッセイ賞。
- 2000年、『芭蕉の誘惑』で第9回JTB紀行文学大賞。
- 2006年、『悪党芭蕉』で第34回泉鏡花文学賞。
- 2007年、『悪党芭蕉』で第58回読売文学賞。

## 著書
- 『チューサン階級の冒険』白川書院、1977 のち角川文庫
- 『新随想フツーの血祭り アラコウの復活処女作総決算』情報センター出版局、1982 のち新潮文庫
- 『ABC文体鼻毛のミツアミ』講談社、1982
- 『男』駸々堂出版、1983
- 『世間』駸々堂出版、1984
- 『チューサン階級ノトモ』徳間書店、1984
- 『文句』河出書房新社、1984
- 『超道徳本当講座 サラリーマン出世の条件』光文社カッパブックス、1984 「不良社員の条件」光文社知恵の森文庫
- 『黄金意識』朝日出版社、1985
- 『口笛の歌が聴こえる』新潮社、1985 のち文庫、新風舎文庫
- 『しごとが面白くなる徒然草の知恵 乱世を生き抜くダンディズム』ダイヤモンド社、1986 のち講談社文庫
- 『恋横丁恋暦』徳間書店、1986 のち文庫
- 『同窓会』講談社、1986 「同窓会奇談」文庫
- 『料理ノ御稽古』光文社文庫、1986
- 『逆鱗組七人衆』新潮社、1987 のち文庫
- 『素人庖丁記』講談社、1987 のち文庫
- 『徒然草殺しの硯』角川書店、1988、のち改題『兼好凶状秘帖』角川文庫
- 『気分の構造』エムジー、1988
- 『夕焼け少年』集英社、1988 のち文庫
- 『JR東日本の感性革命 巨大集団の発想転換』ダイヤモンド社、1989
- 『素人庖丁記パート2』講談社、1989、改題『素人庖丁記 カツ丼の道篇』文庫
- 『嵐山光三郎と生活改善向上協会のいかせ!脳ミソアイデア・ゲーム』武蔵野書籍、1990
- 『夕焼け学校』集英社、1990 のち文庫
- 『怪』徳間書店、1991 のち文庫
- 『東京旅行記』マガジンハウス、1991 のち光文社知恵の森文庫
- 『かわいい自分には旅をさせろ』講談社、1991
- 『自宅の妾宅』講談社、1992 のち文庫
- 『西行と清盛』集英社、1992 のち学陽書房人物文庫
- 『少年少女古典文学館 徒然草』講談社 1992、新版2009、「現代語訳 徒然草」岩波現代文庫、2013
- 『蘭の皮膜』文藝春秋、1993
- 『新素人包丁記・海賊の宴会』講談社、1993 のち文庫
- 『夕焼けの町』集英社、1993
- 『編集者諸君！』本の雑誌社、1994
- 『買い物旅行記』マガジンハウス、1994
- 『素人庖丁記 ごはんの力』講談社、1994 のち文庫
- 『この町へ行け』TBSブリタニカ、1995 「日本百名町」光文社知恵の森文庫
- 『桃仙人 小説深沢七郎』メタローグ、1995、ちくま文庫、1997、ランダムハウス講談社文庫、2008
- 『魔都』徳間書店、1996
- 『ごはん通』平凡社、1996、のち平凡社ライブラリー、ちくま文庫
- 『活字の人さらい 愛書少年不思議譚』メディアパル、1997 のちちくま文庫
- 『ざぶん 文士放湯記』講談社、1997、改題『ざぶん 文士温泉放蕩録』文庫
- 『文人悪食』マガジンハウス、1997 のち新潮文庫
- 『温泉旅行記』JTB、1997 のちちくま文庫
- 『「不良中年」は楽しい』講談社、1997 のち文庫
- 『変！ 不良中年忍法帖』光文社、1998
- 『頬っぺた落としう、うまい！』マガジンハウス、1998 のちちくま文庫
- 『不良中年は色っぽい』朝日新聞社、1998 「コンセント抜いたか!」文庫、2001
- 『追悼の達人』新潮社、1999 のち文庫、中公文庫
- 『奥の細道温泉紀行』平凡社、1999 のち小学館文庫
- 『断固、不良中年で行こう！』朝日新聞社、2000
- 『芭蕉の誘惑 全紀行を追いかける』JTB、2000 のち『芭蕉紀行』新潮文庫
- 『日本詣で』集英社、2001 のち文庫
- 『美妙、消えた。』朝日新聞社、2001
- 『日本一周ローカル線温泉旅』講談社現代新書、2001
- 『寿司問答』プレジデント社、2002 のちちくま文庫
- 『文人暴食』マガジンハウス、2002 のち新潮文庫
- 『江戸前寿司一の一の店を行く』新講社、2002
- 『死ぬための教養』新潮新書、2003
- 『おとこくらべ』ちくま文庫、2004
- 『日本全国ローカル線おいしい旅』講談社現代新書、2004
- 『「退歩的文化人」のススメ』新講社、2004
- 『カワハギ万歳! 釣った、食った、はまった』PHP新書、2004
- 『変！ おばさん忍法帖』光文社文庫、2004
- 『不良定年』新講社、2005、ちくま文庫 2008
- 『古本買い十八番勝負』集英社新書、2005
- 『新御馳走帖』（坂本真典写真）河出書房新社、2005
- 『悪党芭蕉』新潮社、2006 のち文庫
- 『昭和出版残侠伝』筑摩書房、2006 のち文庫
- 『よろしく』集英社、2006 のち文庫
- 『とっておきの銀座』新講社、2007 のち文春文庫
- 『人妻魂』マガジンハウス、2007
- 『嵐山光三郎の史上最強の干物』マガジン・マガジン、2007
- 『妻との修復』講談社現代新書、2008
- 『おはよう!ヨシ子さん』新講社、2008
- 『旅するノラ猫』（浅生ハルミン絵）筑摩書房、2009、改題『猫のほそ道　ノラ猫俳句旅』小学館文庫 2017
- 『「下り坂」繁盛記』新講社、2009、ちくま文庫、2014
- 『新廃線紀行』光文社、2009 のち文庫
- 『釣って開いて干して食う。』光文社文庫、2010
- 『文士の舌』新潮社、2010、改題『文士の料理店（レストラン）』新潮文庫、2013
- 『嵐山光三郎ぶらり旅』北國新聞社、2011
- 『嵐山光三郎ぶらり旅 ほろ酔い編』北国新聞社 2011
- 『道楽人生東奔西走』新講社、2011
- 『魔がさす年頃』新講社 2012
- 『美妙 書斎は戦場なり』中央公論新社 2012 のち文庫
- 『つり道楽』光文社文庫 2013
- 『年をとったら驚いた!』新講社 2014、ちくま文庫 2022
- 『ぼくの交遊録的読書術』新講社 2015
- 『漂流怪人・きだみのる』小学館 2016 のち文庫
- 『老いてますます明るい不良』新講社 2016
- 『芭蕉という修羅』新潮社 2017 のち文庫
- 『枯れてたまるか！』新講社 2017、ちくま文庫 2023
- 『老いてますます官能的』新講社 2018、
- 『ゆうゆうヨシ子さん　ローボ百歳の日々』中央公論新社 2019
- 『生きる！』新講社 2020
- 『「世間」心得帖』ちくま文庫 2021。坂崎重盛編
- 『超訳芭蕉百句』ちくま新書 2022
- 『老人は荒野をめざす』ちくま文庫 2024
- 『爺の流儀』ワニブックス・PLUS新書 2025

### 共編著・監修
- 『ピッキーとポッキー』安西水丸絵 福音館書店、1976
- 『ピッキーとポッキーのかいすいよく』安西水丸絵 福音館書店、1980
- 『ぷーぷーぷー おならとともだちになる本』（安西水丸：絵）あすなろ書房、1986
- 『世紀末感字辞典』（編）立風書房 1983
- 『インスタントラーメン読本』（編著）新潮文庫 1985  
  - 南伸坊、村松友視、中沢新一、渡辺えり子、中村えい子、橋本治、糸井重里など
- 『話の秘密箱　人生対談』朝日新聞社 1986
- 『現代都会語事典』（編）講談社 1987
- 『暴力対談 嵐山光三郎のバイオレンストーク』一季出版、1988
  - 唐十郎、野坂昭如、北方謙三、勝目梓、渡辺和博ら
- 『ぼくのローカル線』（広田尚敬写真） 山と渓谷社、1988
- 『僕たちはこれで株のプロになった （株）驚異の「鎌倉理論」』（編著）徳間書店 1988
- 『お醤油の来た道　味の謎への探検隊』（鈴木克夫との共著）徳間書店 1990
- 『現代日本世相番付』（編）日之出出版 1990
- 『機知名言集 人生いろいろ人間さまざま』（監修）講談社 1990
- 『世界の車窓から』（監修）一季出版 1990
- 『少年時代 糸川英夫ロケット博士への道』（編、松本零士画）講談社 1991
- 『農に吹く新しい風 消費者へのメッセージ』（編）家の光協会 1993
- 『東京農業はすごい』（編）創森社 1994
- 『ザ・ニンジャ猿飛佐助』（まがみばん画） 講談社・文庫版、1994
- 『日本の名随筆 別巻 57 喧嘩』（編）作品社 1995
- 『全国「地ビール」大全』（編）光文社文庫 1996
- 『日本列島天然純朴の温泉 嵐山光三郎の遊湯紀行 いつか行きたい』（山口大輔写真） 講談社、1995
- 『聞き得! 嵐山光三郎対談集』清水書院、1997 
  - 瀬戸内寂聴、玉村豊男、椎名誠、佐藤愛子、庭瀬康二、養老孟司、神津善行、山野忠彦、小松和彦、糸川英夫、中西準子、金子兜太、吉行和子、海老名香葉子
- 『快楽温泉201 決定版』（山口大輔ほか写真）講談社、1999
- 『緊急問題』（木村晋介との共著）本の雑誌社 1999
- 『江戸を食べに行く』（筒井ガンコ堂との共著）河出書房新社 2001
- 『明治の文学10 山田美妙』（編）筑摩書房 2001
- 『山口瞳「男性自身」傑作選 熟年篇』（編）新潮文庫 2003
- 『私の食自慢・味自慢』全8巻（監修）リブリオ出版 2006
- 『死に方上手—いのちの対話』岩波ブックレット、2008
- 『上手な逝き方』大村英昭共著 集英社新書 2010
- 『ピッキーとポッキーのはいくえほん おしょうがつのまき』安西水丸絵　福音館書店 2013
- 『文人御馳走帖』編　新潮文庫、2014
- 『大放談!大相撲打ちあけ話』北の富士勝昭共著 新講社 2016
- 『影の日本史にせまる　西行から芭蕉へ』磯田道史 平凡社 2018、のち平凡社新書

## 翻訳
- オトコはキッシュをたべない（ブルース・フェアスタイン著） 講談社, 1985.4
- 徒然草（現代語訳）講談社, 1992.4. 少年少女古典文学館
- 水滸伝 施耐庵 原作 譚小勇 絵. 講談社, 1998.8. 痛快世界の冒険文学

## 過去の出演番組
- 笑っていいとも!増刊号（フジテレビ）編集長
- クイズ地球まるかじり（テレビ東京, 1983年 - 1985年）解答者
- コンピュートないと（テレビ東京、 1984年）司会
- なんでもコンピュート（テレビ東京、 1985年）司会
- 嵐の冗談本舗（テレビ東京、 1988年）司会
- ビートたけしのTVタックル（テレビ朝日）
- TVムック・謎学の旅（日本テレビ）
- 食は文学にあり（NHK）
- ここがヘンだよ日本人（TBS）
- まんがで読む古典・徒然草 - 「嵐山光三郎の徒然講座」コーナー担当

## CM
- アートネイチャー アートRON 1984年（衣笠祥雄にインタビューする役で出演）
- 東京ガス　ガスファンヒーター、マイセーフ（マイコンガスメーター）、タイマー付きガス炊飯器、ビッグシェフ　南伸坊、湯村輝彦らと共演（1984年 - 1986年）[4]
- ヤクルト・マイタイム
- エースコック・カップ焼きそばBanBan
- トヨタ ライトエース　（2代目 M20系）

## 出演

### 映画
- 任侠外伝　玄海灘(1976) 監督：唐十郎
- 月の夜・星の朝(1984) 監督：石山昭信
- スクラップストーリー　ある愛の物語(1984) 監督：若松孝二

### テレビドラマ
- 看護婦日記 パートI（1983年、TBS）

### 原作
- 逆鱗組七人衆(2005) 監督：市川徹